# Persecució religiosa durant la Guerra Civil espanyola

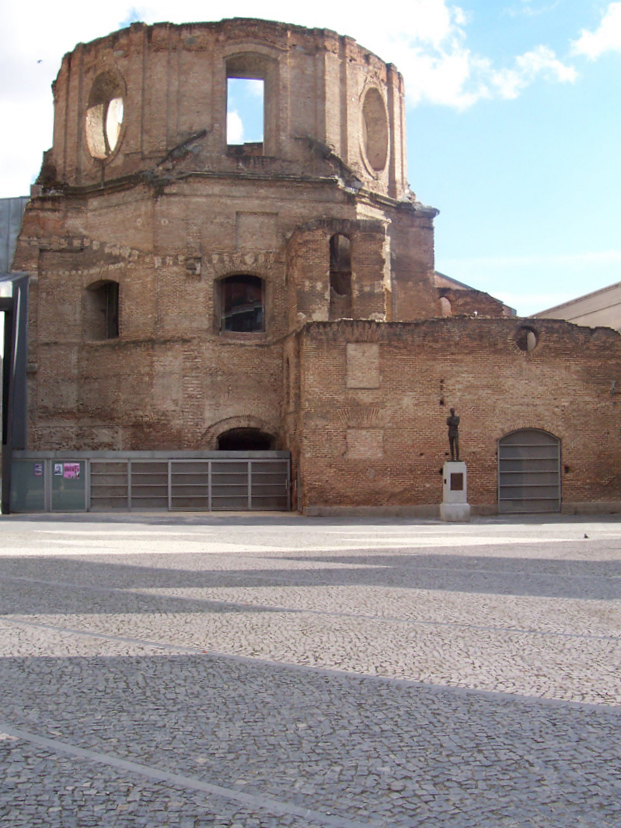
Ruïnes de l'Església del Col·legi de l'Escola Pia de San Fernando, al popular barri de Lavapiés, a Madrid. L'edifici va ser incendiat i destruït al començament de la Guerra Civil espanyola el 1936. En ruïnes, es va mantenir abandonat durant el franquisme fins que una gran part del mateix va ser rehabilitat i recuperat com a biblioteca de la UNED per l'arquitecte José Ignacio Linazasoro i en espai d'oci i cultura, inaugurat en el 2006

El fenomen de la persecució dels membres de l'Església Catòlica que s'emmarca en el context històric de la Guerra Civil espanyola comprèn a milers de persones, religiosos i laics, que formen part del conjunt de Víctimes de la Guerra Civil espanyola, i inclou també la destrucció de patrimoni religiós artístic i documental. Entre aquestes persones es van trobar nombrosos religiosos membres del clergat secular, ordes, congregacions i diferents organitzacions dependents de l'Església Catòlica espanyola que van sofrir actes de violència que van culminar en milers d'assassinats, aconseguint les dimensions d'un fenomen de persecució a les àrees de control nominal republicà majoritàriament, encara que no únicament, durant els primers mesos del conflicte armat i de la revolució social que va tenir lloc en aquesta zona. A la zona sota control de les forces revoltades van existir també episodis, en un nombre moltíssim menor i en moments puntuals, cap a religiosos (catòlics o d'altres confessions).
Aquesta violència no només es va manifestar en contra dels drets fonamentals de milers de persones, moltes de les quals van ser assassinades —algunes, fins i tot, després de sofrir tortura—, sinó que també es va exercir de manera sistemàtica contra aquells béns i objectes considerats símbols de la religiositat, danyant o destruint gran part del patrimoni arquitectònic, artístic i documental.
La interpretació de l'origen i motivacions generals d'aquests fets, així com de les circumstàncies d'alguns d'ells, en particular pel que fa a la seva consideració des de la dimensió política i religiosa, però també sobre la seva terminologia, l'actitud de l'Església i les seves conseqüències en el desenvolupament de la guerra i la posterior repressió del règim franquista, són encara objecte de forta controvèrsia entre els especialistes.
Citat com a referència en nombroses altres obres, un detallat estudi publicat el 1961 per Antonio Montero Moreno, va identificar a un total de 6.832 víctimes religioses assassinades al territori republicà, de les quals 13 eren bisbes, 4.184 sacerdots, 2.365 religiosos i 283 religioses.
L'Església Catòlica, considerant que moltes d'aquestes víctimes ho foren com a "conseqüència de la seva fe", les va definir com màrtirs. Aquesta denominació de caràcter religiós va ser també adoptada per la propaganda del bàndol revoltat i posteriorment, per la dictadura franquista, fent-la extensiva a totes les víctimes afins a la seva causa, els qui van ser anomenades màrtirs de la Croada o màrtirs de la Guerra Civil.
Encara que reclamat pel règim franquista i malgrat la seva estreta relació amb l'Església Catòlica, no va ser fins al cap de la Transició Espanyola, quan el Vaticà, durant el papat de Joan Pau II i després de la modificació el 1983 del Normae servandae in inquisitionibus ab episcopis faciendis in causis sanctorum el Codi de Dret canònic aplicable i vigent fins llavors, que establia un termini mínim de cinquanta anys abans de presentar els processos a Roma, va impulsar nombroses causes de beatificació i canonització, generant un polèmic debat entre diferents sectors de la societat espanyola, que van desembocar a partir de 1987 en les primeres cerimònies.
En el context de la controvertida iniciativa legislativa del Govern espanyol presidit per José Luis Rodríguez Zapatero sobre la "Llei de Memòria Històrica" i malgrat les crítiques rebudes, el Vaticà, prosseguint amb les causes de beatificació que van començar a obrir-se més de vint anys abans, va dur a terme una massiva cerimònia de declaració de beats "màrtirs" a la tardor de 2007.
L'anomenada persecució religiosa i el martirologi posterior foren un dels principals elements propagandístics del bàndol feixista en la guerra civil, i posteriorment durant tota la dictadura franquista, com a element legitimador. Com ho explicà el religiós i historiador Hilari Raguer en referència al discurs del Papa Pius XI:
| «                                          | La propaganda feixista va difondre copiosament el discurs però llevant la part final, que en esmentar els excessos mostrava que el Papa tenia notícia d'afusellaments de sacerdots bascos per part dels revoltats i de la repressió a la zona del bàndol nacional. Perquè cal tenir en compte que els cadàvers no ocupen tots el mateix. Aquells pròfugs de l'Església i gents de dretes que van poder escapar, gràcies a l'ajuda de la Generalitat i de la República, i van arribar a Roma van tenir una gran caixa de ressonància per publicitar la persecució religiosa. Però els pobres diables que van patir la marxa terrible de la Columna de la Mort, de Queipo de Llano, que des de l'Estret de Gibraltar fins a les portes de Madrid va ser exterminant republicans per on passava ... Aquests pobres diables no tenien caixa de ressonància. | » |
| — Hilari Raguer, Diari Público: 15.07.2016 | |   |

## Antecedents: anticlericalisme i desacords amb el republicanisme
Al llarg de la història contemporània d'Espanya anterior a la guerra civil de 1936, la violència exercida contra les persones relacionades amb l'Església Catòlica, els símbols de la seva religió o els seus interessos, ha estat estudiada pel seu caràcter recurrent i perllongat en el temps com un dels trets més destacats de l'anticlericalisme espanyol, que sorgit en l'ideari polític liberal, després seria reprès pels corrents republicans més radicals i del moviment obrer. Els assassinats en el bienni de 1822-1823 (durant el Trienni Liberal), la matança de sacerdots a Madrid de 1834 (durant la Primera Guerra Carlina) i després, durant les altres Guerres Carlines o els episodis de la Setmana Tràgica de Barcelona de 1909 són els exemples de violència més significatius del període anterior a l'establiment de la Segona República, i mostren l'existència d'un sentiment anticlerical significatiu en la societat espanyola.
Poc abans de la proclamació republicana, l'Església Catòlica era una institució identificada per una part important de la societat espanyola amb part dels estaments del poder heretats de l'Antic Règim al costat de la Corona, a la que recolzava en la seva acció política en la mateixa extensió que la dels sectors promonàrquics i de l'oligarquia, coincidint en les reclamacions per conservar els seus privilegis socials i econòmics tradicionals. Des d'aquesta perspectiva també, la majoria del clergat s'havia associat als interessos de la classe propietària i fins i tot, se li assimilava directament amb aquesta classe social. Els mitjans de comunicació i el discurs dels polítics, generalment des dels moviments obrers i el republicanisme, però també des d'algunes posicionis reformistes del mateix moviment monàrquic, justificaven i fins i tot encoratjaven l'hostilitat de les classes populars cap a l'Església i la seva jerarquia.
L'església havia donat suport a les dretes i combatut totes les reformes republicanes i dels governs progressistes, havia condemnat el moviment obrer i beneït la repressió contra els seus militants, havia donat suport als militars més reaccionaris i als monàrquics contra els republicans, i havia fet costat als terratinents i grans propietaris rurals contra les demandes de al gran majoria de pagesos i camperols empobrits. Als anys trenta, afirma Hilari Raguer "l'església estava identificada amb les dretes", i "desitjava i esperava un cop de l'exèrcit després de la victòria de les esquerres el 1936"
Durant la campanya electoral per a les eleccions municipals d'abril de 1931, que portaria al canvi de règim a Espanya, i malgrat la presència de catòlics com Niceto Alcalá Zamora o Miguel Maura en les files republicanes, bona part dels membres de l'Església van vincular la doctrina catòlica amb la de l'ideari dels partits monàrquics però després de la derrota d'aquests i en els dies posteriors immediats a la proclamació de la Segona República Espanyola, la jerarquia catòlica, malgrat les seves reticències inicials, justificades que el govern es deia a si mateix "provisional" i que el rei no havia abdicat, va acabar per acatar formalment la forma del nou règim. Així, aquesta línia d'actuació es va poder constatar en les instruccions que els diferents bisbats van transmetre als sacerdots perquè no intervinguessin en qüestions polítiques, com va reflectir la nota del bisbat de Girona del 18 d'abril en el butlletí de la diòcesi:
| « | 1r Procurin els reverends sacerdots no barrejar-se en conteses polítiques, a tenor dels sagrats cànons. | » |

| « | 2n Que romangui cadascun en el seu lloc, complint gelosament les funcions pròpies del seu càrrec; i quant a la predicació, evitin les al·lusions directes o indirectes a l'estat actual de coses, exercint aquest important ministeri amb la més exquisida prudència. | » |

| « | 3r Guardin amb les autoritats seculars tots els respectes deguts i col·laborin amb elles, pels mitjans que els són propis, en la prossecució de les seves nobles finalitats. | » |

El cardenal primat, Pedro Segura va declarar a les poques setmanes que "monarquia i república caben en la doctrina catòlica" i en una pastoral datada el 30 d'abril de 1931, va aconsellar als monàrquics "discutir noblement quan es tracti de la forma de govern de la nostra noble nació".
No obstant això, a mesura que es van anar coneixent els plans d'actuació del nou Govern, en el mes de maig de 1931, la premsa madrilenya va reflectir la divisió d'opinions en el si dels sectors catòlics, dividits entre els quals des de les posicions més "integradores" o "rupturistes", encapçalada entre altres pel cardenal primat Segura mantenien la identificació del catolicisme amb la monarquia, i els que acceptaven la República segons la posició anomenada "vaticana", que encara que conservadora, advocava per postures legalistes i conciliadores.
Segura va decidir expressar la seva posició publicant el 7 de maig en la premsa una carta pastoral, la primera publicada per un cardenal des del 14 d'abril, en la qual denunciava els plans del nou règim, al que comparava amb el bolxevic, per realitzar "atacs als drets de l'Església", com el matrimoni civil o el divorci, que l'hispanista Gabriel Jackson comentava de la següent manera:
| «                     | Va ser la primera declaració pública del cardenal des de la proclamació de la República. S'hi referia repetides vegades a les greus amenaces d'anarquia al fet que Espanya es veia exposada. Encara que l'Església no es preocupava de formes règim, desitjava expressar la gratitud a S. M.[…] Va recordar l'exemple de Baviera el 1919 [durant la revolució espartaquista], quan la població catòlica va salvar al país d'una breu ocupació bolxevic, suggerint, per tant, per analogia, que el govern provisional de la República era de la mateixa categoria que el règim comunista de la breu revolució bavaresa. Per atacs als drets de l'Església, el cardenal entenia la ben coneguda determinació del nou règim de separar l'església de l'Estat, organitzar un sistema d'ensenyament laic i introduir el matrimoni civil i el divorci. | » |
| — Gabriel Jackson; 48 | |   |

L'endemà, Segura va prosseguir, ignorant els consells de moderació de la Secretaria d'Estat del Vaticà, enviant una circular interna en la qual instava als religiosos a retirar els fons dels seus comptes bancaris del país i dipositar-los a l'estranger, acció que en cas de produir-se, contravindria les disposicions en contra de la fugida de capitals adoptades pel Govern provisional. La resposta del ministre de la Governació, el catòlic Miguel Maura, a tots dos escrits va ser la de decretar l'expulsió del país del cardenal, fet que no es va completar fins a diverses setmanes més tard. L'actitud del sector "integrista" va ser llavors considerada com una provocació, contribuint a avivar el sentiment anticlerical que sorgiria en els episodis del 10 de maig de 1931 en Madrid (vegeu Crema de convents de 1931 a Espanya).

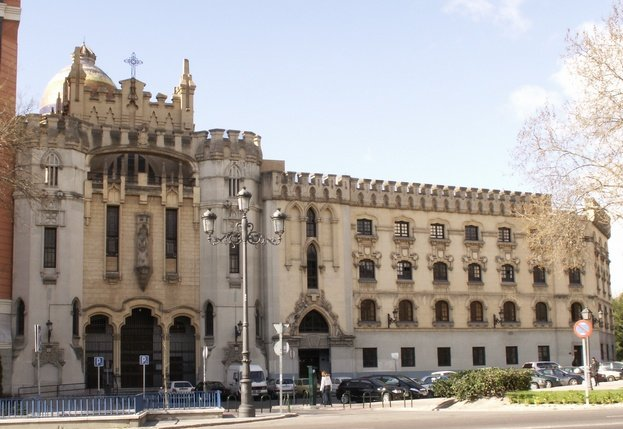
L'església de Santa Teresa de Jesús i convent dels Pares Carmelites Descalços, a Madrid, va ser un dels edificis religiosos incendiats l'11 de maig de 1931.

Aquella jornada dominical, després d'una reunió de persones dretanes en la inauguració del Cercle Monàrquic Independent, va ser col·locat un altaveu en el qual podia sentir-se la Marxa Reial, en la carrer d'Alcalá de Madrid, quan nombrosos ciutadans tornaven del tradicional passeig per El Retiro. L'enfrontament entre els assistents a l'acte monàrquic i els ciutadans que els recriminaven la seva actitud va ser aprofitat per simpatitzants de l'extrema esquerra, que havien planificat actes de protesta amb motiu de la reunió dretana, per provocar disturbis violents en la proximitat d'edificis de filiació monàrquica, com a la seu del diari ABC, on la Guàrdia Civil va poder controlar-los, però en els quals van resultar mortes dues persones, un nen de 13 anys i el porter d'una finca, primeres víctimes mortals després de la proclamació pacífica de la República a l'abril. L'endemà, les protestes, que havien concentrat 5.000 persones en la Puerta del Sol en contra del ministre de Governació i de les forces d'ordre, es van reprendre però aquesta vegada, amb la convocatòria d'una vaga general per part de la CNT i del Partit Comunista, però sense el suport del sindicat i partit socialistes, en la qual es va incrementar el caràcter violent anticlerical resultant incendiades diverses esglésies, col·legis religiosos i convents sense que el Govern, llavors dividit, decidís usar la força per evitar-ho. Les destrosses es van estendre a altres ciutats en la jornada de l'11 de maig, com Màlaga, on va cremar el palau episcopal, Sevilla, Cadis, Còrdova, Múrcia o València, provocant el pànic entre frares i monges. Para quan es va haver controlat la situació, el dia 15 de maig, un centenar d'edificis havien estat afectats pels incendis provocats.
L'episodi va portar a la memòria els esdeveniments anteriors de la Setmana Tràgica de 1909, molt més greus quant a danys personals i materials, però que per la seva proximitat a la data de proclamació de la República, fou utilitzat posteriorment pels mitjans de propaganda com a referència temporal i justificació de la causa del bàndol vencedor, com recordaven les paraules d'un sacerdot:
| « | Va ser a partir d'aquell dia quan vaig comprendre que res s'aconseguiria per mitjans legals, que per salvar-nos hauríem de revoltar-nos abans o després. | » |
| — Testimoniatge d'Alejandro Martí, recopilat per Roland Fraser a Recuérdalo tú y recuérdalo a otros, v. II, pg. 322-327. Citat a (Casanova 2005; 34) | |   |

Poques setmanes després dels disturbis anticlericals, la definitiva expulsió de Segura després del seu arrest l'11 de juny a Pastrana, perpetuat per unes cèlebres imatges preses pels reporters gràfics que cobrien l'esdeveniment, va servir per augmentar l'encreuament d'acusacions i caldejar encara més el clima de tensió social generat, si bé la Santa Seu va anunciar la renúncia a la seu primada de Toledo del cardenal Segura el 30 de setembre de 1931.
En els mesos que van seguir, durant els debats de ponència de la nova Constitució es va plasmar novament la divergència entre els sectors catòlics, una part d'ells representats des d'abril per l'associació Acció Nacional, que aniria augmentant progressivament la seva influència en l'escena política, i els republicans laïcistes. La Constitució estipulava, en el seu article 26, paràgraf 3, la separació entre Església i Estat i la submissió dels ordes religiosos "que estatutàriament imposin, a més dels tres vots canònics, un altre especial d'obediència a autoritat diferent de la legítima de l'Estat" (en referència a la seva obediència al Vaticà), a un Estatut especial pel qual se'ls prohibia l'ensenyament. També es preveia la finalització de les partides del pressupost de l'Estat corresponents a Culte i Clergat, extingint la via pública de finançament de l'Església Catòlica. En un parlament en el qual, en virtut de la llei electoral, la conjunció republicà-socialista havia obtingut una folgada majoria parlamentària, després de les eleccions de juny de 1931, l'article 26 va ser aprovat amb 178 vots a favor i 59 en contra, però va sumar nombroses abstencions i va provocar la retirada de 42 diputats dels partits agraris i dels representants de la Minoria basco-navarresa. Les disposicions constitucionals, una vegada aprovat el text el 9 de desembre de 1931, van portar a la dissolució al país de la Companyia de Jesús, el 24 de gener de 1932, la qual cosa va provocar que la majoria dels jesuïtes marxessin a l'exili.
En les acaballes del bienni reformista, el 17 de maig de 1933, el govern va aprovar la controvertida Llei de Confessions i Congregacions Religioses, aprovada per les Corts el 2 de juny de 1933, i reglamentada per un Decret de 27 de juliol per la qual es desenvolupava el caràcter laic de l'Estat segons estipulava la Constitució. La llei confirmava la prohibició de l'ensenyament als ordes religiosos, alhora que es van declarar de propietat pública els monestirs i esglésies. No obstant això, la llei que afectava a l'escolarització de més de 350.000 alumnes en un país on el 40% de la població era analfabeta, va anar en la pràctica suspesa per la impossibilitat del Govern d'esquerres, derrotat en les eleccions del mes de novembre, de construir el nombre suficient d'escoles primàries en substitució de les dependents de l'Església.
La resposta a totes aquestes actuacions del Govern d'esquerres es va plasmar en múltiples reaccions dels sectors catòlics: l'arquebisbe de Tarragona i cardenal Francesc Vidal i Barraquer, més tard salvat de la persecució pel Govern català, signà una carta episcopal (25 de maig de 1933), per la qual es condemnava el que qualificava d'ingerència governamental i cridava a la mobilització política dels catòlics contra tot el que "amenacés als drets integrals de l'Església". Enrique Herrera Oria, dirigent de la Federació d'Amics de l'Ensenyament va definir la Llei com "de la guerra civil de la cultura", mentre que des del carlisme, Manuel Fal Conde considerava que els catòlics havien de defensar-se "amb la seva sang fins i tot". Per la seva banda, el 3 de juny, el papa Pius XI, qui el 12 d'abril de 1933 va nomenar Isidre Gomà i Tomàs, bisbe de Tarassona, nou cardenal primat d'Espanya, va dedicar expressament l'encíclica Dilectísima Nobis a "condemnar l'esperit anticristià del règim espanyol", afirmant que la Llei de Congregacions "mai podrà ser invocada contra els drets imprescriptibles de l'Església" i animant a la unió dels catòlics contra la República:
| «                                                         | ...davant l'amenaça de danys tan enormes, recomanem vivament als catòlics d'Espanya que, deixant a un costat recriminacions i laments i subordinant al ben comú de la pàtria i de la religió tot un altre ideal, s'uneixin tots, disciplinats, per a la defensa de la fe i per allunyar els perills que amenacen a la mateixa societat civil. | » |
| — Gil Pecharromán, "La qüestió religiosa", a artehistoria | |   |

La mobilització religiosa de l'electorat, que en aquestes eleccions va tenir una candidatura única a la qual votar, després d'una dura campanya en la qual els mitjans conservadors i d'extrema esquerra van accentuar per una i una altra part la sensació de "persecució" i d'amenaça del "feixisme", va ser una de les causes de la recuperació de la dreta no republicana en les eleccions de novembre de 1933 que van permetre la formació d'un nou Govern de caràcter conservador que iniciaria una etapa de revisió de les decisions preses durant el bienni precedent.
L'augment de la conflictivitat social durant el bienni conservador va desembocar en els fets revolucionaris d'octubre de 1934 a Astúries en els quals l'Exèrcit va haver de sufocar una insurrecció proletària. L'episodi es va saldar amb la mort de prop d'1.400 persones i amb 3.000 ferits, i durant el qual l'anticlericalisme va ressorgir brutalment. Durant la insurrecció, van trobar la mort 34 religiosos en episodis com l'assassinat dels vuit Germans de La Salle i un pare passionista del vall de Turón i van resultar danyades o destruïdes 58 esglésies, el palau episcopal i la Cambra Santa de la catedral, que fou greument danyada per una explosió, a més de comptabilitzar-se la pèrdua del patrimoni documental del seminari, fets que no havien esdevingut al país des de les matances de Madrid i Barcelona de 1834 i 1835. Aquests fets d'Astúries, avivats per la propaganda partidista que va reclamar el càstig i repressió dels revolucionaris, van evidenciar el grau de radicalització i divisió de la societat espanyola en dos sectors que uns mesos més tard es van enfrontar novament de manera general i tràgica durant la Guerra Civil. (vegeu crema de convents de 1934 a Espanya)

## La Guerra Civil

### Repressió en el bàndol republicà

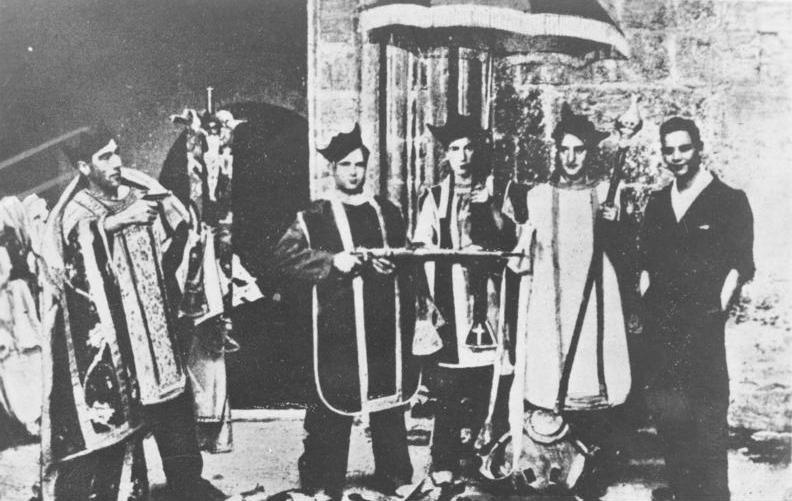
Manifestació antireligiosa a Madrid durant la Guerra Civil

A conseqüència de l'aixecament feixista contra la democràcia, que l'església havia beneït com a "croada" contra la "anti-Espanya" i "guerra d'alliberament", el col·lapse del sistema legal republicà i de poder estatal en els dies següents a la revolta militar del 18 de juliol de 1936, al costat de la decisió presa de facilitar armament als civils, van facilitar l'esclat de la revolució popular durant la qual milícies i tribunals revolucionaris van assolir ràpidament el control de les ciutats, pobles i llogarets de la zona republicana en substitució del Govern, que no va poder reaccionar i recuperar l'autoritat fins mesos més tard.
La Revolució va ser acompanyada en els primers mesos per una escalada de violència anticlerical, a conseqüència del suport històric de l'església a la repressió contra el moviment obrer i al seu suport al bàndol feixista, que només entre el 18 i el 31 de juliol, va causar la mort a 839 religiosos, prosseguint durant el mes d'agost amb altres 2.055 víctimes, incloent-ne a 10 dels 13 bisbes assassinats en el total de la guerra, és a dir, un 42% del total de víctimes registrades.
Els efectes d'aquesta violència, dirigida no solament contra l'Església, sinó contra tots aquells que es consideraven identificats amb el cop feixista o, simplement, enemics de classe, van córrer en paral·lel amb la qual es va exercir en el mateix període a la zona de control dels revoltats, amb gairebé el 80% dels 7.000 civils assassinats a Saragossa i el 70% dels 3.000 de Navarra en tota la guerra, víctimes durant l'any 1936.
Els assassinats de religiosos i la destrucció d'edificis de culte van succeir immediatament a les notícies de la insurrecció sense que a vegades quedés clar quin bàndol controlaria definitivament la localitat. Així, el 20 de juliol van morir frares carmelites a Barcelona, enmig de l'enfrontament entre un regiment de l'Exèrcit i elements facciosos, que es trobava atrinxerat en el convent, amb la milícies revolucionàries i les forces d'ordre públic lleials a la República, els religiosos havien participat en els combats al costat dels feixistes disparant contra els obrers i les forces d'ordre democràtiques i causant nombroses morts
. Mentre que a Sevilla les esglésies cremaven la mateixa tarda del 18 de juliol resultant morts el rector de la barriada obrera de San Jerónimo i un salesià vestit de civil, el cadàver del qual va ser llançat a l'església en flames de San Marcos. Aquells dies, el general feixista Queipo de Llano havia protagonitzat el cop a Sevilla amb un acarnissament salvatge contra els obrers i republicans. Entrà amb gran brutalitat a Sevilla utilitzant com a escuts humans dones i nens dels barris obrers com Triana o San Jerónimo, on havia trobat gran resistència, i poc després bombardejava el barri de la Macarena amb avions, deixant centenars de morts. També mostrà una gran afició a fer confessar i combregar els republicans abans d'afusellar-los[27] i justificà la violació de les dones del bàndol republicà en els seus discursos des de Ràdio Sevilla.
| «                                                                | Nuestros valientes Legionarios y Regulares han demostrado a los rojos cobardes lo que significa ser hombre de verdad. Y, a la vez, a sus mujeres. Esto es totalmente justificado porque estas comunistas y anarquistas predican el amor libre. Ahora por lo menos sabrán lo que son hombres de verdad y no milicianos maricones. No se van a librar por mucho que berreen y pataleen. | » |
| — Queipo de Llano, Discurs a Radio Sevilla, 23 de juliol de 1936 | |   |

La majoria de les víctimes van ser part del clergat masculí i per afusellament en els anomenats passejos, nom eufemístic amb el qual es va conèixer al procediment i aplicació arbitrària de l'assassinat polític, sense cap mena de judici o tribunal previ. A imatge d'altres nombrosos episodis de brutalitat en tots dos bàndols, va haver-hi casos en què les víctimes van sofrir tortures i altres abusos abans de morir, com els casos de Carmen García Moyón, morta després de ser cremada viva a Torrent (Horta Oest) el 30 de gener de 1937, Plácido García Gilabert, mort després de sofrir mutilacions el 16 d'agost de 1936 o Carlos Díaz, enterrat encara amb vida al cementiri d'Agullent, sent poc més tard afusellat.
Un dels exemples més destacats entre els casos de la brutalitat revolucionària durant l'estiu de 1936 va esdevenir en la diòcesi de Barbastre, la de major mortaldat del país entre els seus membres incardinats doncs es va causar la mort a 123 dels 140 sacerdots, el 88% dels seus membres, incloent-hi al seu bisbe, 51 religosos claretians, 18 benedictins i 9 escolapis, però en la qual no va sofrir la mateixa sort cap de les religioses. A altres diòcesis la proporció de religiosos assassinats va aconseguir xifres considerables, com la de Lleida amb el 66% de membres executats, Tortosa el 62%, Màlaga el 48%, Menorca el 49%, Sogorb el 55% o la de Toledo, que va perdre al 48% dels religiosos. A les grans ciutats, els percentatges relatius són inferiors, però superen a moltes altres en termes absoluts: Madrid, amb 334 sacerdots afusellats, va perdre al 30% de la seva comunitat religiosa, Barcelona al 22% amb 279 morts i València al 27%, amb 327 víctimes.
Després del sagnant mes d'agost del 1936, mentre les autoritats republicanes protegiren les vides de personalitats religioses, com fou el cas de Lluís Companys que permeté la fugida de nombroses personalitats de l'església, i salvà entre altres el Cardenal Vidal i Barraquer, alguns altres dirigents del bàndol republicà van realitzar declaracions justificant la violència anticlerical des de la perspectiva política, considerant que l'Església mateixa s'havia posicionat, pel seu suport al bàndol revoltat, com a part bel·ligerant de la guerra i per tant, enemiga de la República. Eren visibles des dels primers dies de la guerra en algunes unitats de combat com les de Navarra, on molts religiosos s'havien integrat en les unitats de requetés per acompanyar als combatents, com recorda un testimoni, els casos en què els religiosos van empunyar armes van ser escassos i en circumstàncies poc clares, segons la versió de l'hispanista Ranzato, que en les seves obres justifica l'alçament feixista contra la República democràtica, doncs segons ell, solament s'ha pogut confirmar un únic episodi on una església va participar en els combats armats, el cas de les Carmelites de la Diagonal de Barcelona. Segons molts altres autors, la jerarquia catòlica coneixia el cop, i participà activament en la delació, repressió i extermini de personalitats republicanes i militants obrers en les zones controlades per l'exèrcit feixista.
La violència de resposta en contra de l'Església Catòlica era assumida pels líders obrers. Així, el líder del Partit Obrer d'Unificació Marxista, Andreu Nin, en un míting dut a terme l'1 d'agost de 1936 va proclamar que la "qüestió religiosa", a diferència de la ineficaç legislació republicana "burgesa", havia estat "resolta" gràcies a l'acció revolucionària de la classe obrera:
| «                                                                 | La classe obrera ha resolt el problema de l'Església, senzillament no ha deixat en peus ni una si més no [esglésies] (...) hem suprimit els seus sacerdots, les esglésies i el culte. | » |
| — Andreu Nin, La Vanguardia, 2/08/36. Biblioteca de La Vanguardia | |   |

Per la seva banda, en un article d'opinió a Solidaridad Obrera, l'òrgan d'expressió de la CNT, del 15 d'agost de 1936, es comentava els plans per moderar la revolució en alguns aspectes a excepció del conflicte amb l'Església, il·lustrant la intransigència anticlerical de part del moviment revolucionari:
| «                              | Els temples no serviran més per afavorir alcavoteries immundes. Les torxes del poble les han polvoritzat (...) Les ordes religioses han de ser dissoltes. Els bisbes i cardenals han de ser afusellats. I els béns eclesiàstics han de ser expropiats. | » |
| — Solidaridad Obrera, 15/08/36 | |   |

A partir de 1937, amb l'arribada a la presidència del Consell de Ministres de Largo Caballero i la formació d'un Govern d'unitat (el denominat Govern de la Victòria) que va incorporar un catòlic, representant del Partit Nacionalista Basc, Manuel de Irujo Ollo, i davant la pressió de l'opinió pública internacional, es va imposar gradualment el control governamental i els episodis de repressió, de tota mena, es van fer més esporàdics i localitzats, si bé els assassinats de sacerdots, religiosos i laics catòlics van continuar tenint lloc fins al final de la guerra, amb un breu repunt de violència simultani a la retirada de l'Exèrcit Popular del front de Catalunya cap a la frontera hispanofrancesa en el qual van resultar morts, entre altres elements rellevants identificats amb el bàndol franquista, el bisbe de Terol, Anselmo Polanco i Felipe Ripoll, vicari general de la mateixa diòcesi, que van ser executats el 7 de febrer de 1939 a Pont de Molins.
Irujo, que va ser ministre sense cartera de setembre de 1936 a maig de 1937 als dos Governs de Largo Caballero, i ministre de Justícia de Negrín el 18 de maig de 1937, fou l'encarregat del memoràndum sobre la persecució religiosa presentat al Consell de Ministres en el qual es feia recompte de la magnitud de l'esdevingut:
| « | La situació de fet de l'Església, a partir de juliol passat, en tot el territori lleial, excepte el basc, és la següent: a) Tots els altars, imatges i objectes de culte, excepte en molt comptades excepcions, han estat destruïts, els més amb acarnissament. b) Totes les esglésies s'han tancat al culte, el qual ha quedat total i absolutament suspès. c) Una gran part dels temples, a Catalunya amb caràcter de normalitat, es van incendiar. d) Els parcs i organismes oficials van rebre campanes, calzes, custòdies, canelobres i altres objectes de culte, els han fos i àdhuc han aprofitat els seus materials per a la guerra o per a finalitats industrials. i) A les esglésies han estat instal·lats dipòsits de totes classes, mercats, garatges, quadres, casernes, refugis i altres maneres d'ocupació diversos, duent a terme -els organismes oficials els han ocupat en la seva edificació obres de caràcter permanent. f) Tots els convents han estat desallotjats i suspesa la vida religiosa. Els seus edificis, objectes de culte i béns de totes classes van ser incendiats, saquejats, ocupats i derruïts. g) Sacerdots i religiosos han estat detinguts, sotmesos a presó i afusellats sense formació de causa per milers, fets que, si bé minvats, continuen encara, no tan sols en la població rural, on se'ls ha donat caça i mort de manera salvatge, sinó en les poblacions. Madrid i Barcelona i les restants grans ciutats sumen per centenars els presos a les seves presons sense una altra causa coneguda que el seu caràcter de sacerdot o religiós. h) S'ha arribat a la prohibició absoluta de retenció privada d'imatges i objectes de culte. La policia que practica registres domiciliaris, bussejant a l'interior de les habitacions, de vida íntima personal o familiar, destrueix amb escarni i violència imatges, estampes, llibres religiosos i quant amb el culte es relaciona o ho recorda. | » |

Els plantejaments d'Irujo van començar a donar els seus fruits tímidament quan va entrar com a titular de Justícia al Govern de Negrín, en proposar el restabliment, encara que de manera restringida, del culte catòlic i la tornada dels bisbes catalans. Però les mesures van arribar massa tarda i així, el mateix vicari de Barcelona es va negar a exposar el culte públic, com tampoc va acceptar la tornada de l'arquebisbe de Tarragona Francesc Vidal i Barraquer, qui havia estat salvat per la Generalitat de les milícies anarquistes i s'havia negat a signar la Carta Col·lectiva de l'Episcopat espanyol als bisbes del món sencer, ni el Vaticà l'enviament d'un llegat a la Catalunya republicana.
La pressió de l'opinió pública internacional, en la conscienciació de la qual va tenir influència aquesta Carta, redactada per Gomà al febrer de 1937, es va manifestar per les protestes d'organitzacions i de representants diplomàtics. Va destacar l'actuació de l'ambaixador de França, Erik Labonne, protestant practicant i favorable a la causa republicana, qui el 16 de febrer de 1938 va enviar un extens informe al seu ministre d'Afers exteriors on es testifica el descrèdit sofert pel bàndol republicà com a resultat de la violència religiosa:
| « | Quin espectacle!... des de fa prop de dos anys i després d'esfereïdores massacres en massa de membres del clergat, les esglésies segueixen devastades, buides, obertes a tots els vents. Cap cura, cap culte. Ningú s'atreveix a aproximar-se a elles. Enmig de carrers sorollosos o de paratges deserts, els edificis religiosos semblen llocs pudents. Temor, menyspreu o indiferència, les mirades es desvien. Les cases de Crist i les seves ferides romanen com a símbols permanents de la venjança i de l'odi. Als carrers, cap hàbit religiós, cap servidor de l'Església, ni secular ni regular. Tots els convents han sofert la mateixa sort. Monjos, germanes, frares, tots han desaparegut. Molts van morir de mort violenta. Molts van poder passar a França gràcies als meritoris esforços dels nostres cònsols, port de gràcia i aspiració de refugi per a punts espanyols des dels primers dies de la tempesta. Per decret dels homes, la religió ha deixat d'existir. Tota vida religiosa s'ha extingit sota la capa de l'opressió del silenci. A tot el llarg de les declaracions governamentals, ni una paraula; en la premsa, ni una línia. No obstant això, l'Espanya republicana es diu democràtica. Les seves aspiracions, les seves preocupacions polítiques essencials, l'empenyen cap a les nacions democràtiques d'Occident. El seu Govern desitja sincerament, així ho proclama, guanyar l'audiència del món, fer evolucionar a Espanya segons els seus principis i seguint les seves vies. Com elles, es declara partidari de la llibertat de pensament, de la llibertat de consciència, de la llibertat d'expressió. Fa molt temps ha acceptat l'exercici del culte protestant i del culte israelita. Però roman mut cap al catolicisme i no el tolera en absolut. Per a ell el catolicisme no mereix ni la lliure consciència, ni el lliure exercici del culte. El contrast és tan flagrant que desperta dubtes sobre la seva sinceritat, que arrossega el descrèdit sobre totes les seves restants declaracions i fins a sobre els seus veritables sentiments. Els seus enemics semblen tenir dret a acusar-lo de duplicitat o d'impotència. Com el seu interès, com a infinits avantatges li portarien amb tota evidència a tornar-se cap a l'Església, se l'acusa sobretot d'impotència. Malgrat les seves denegacions, malgrat totes les proves adduïdes de la seva independència i de la seva autonomia, se'l creu lligat a les forces extremistes, als ateismes militants, a les ideologies estrangeres. Si fos veritablement lliure, es diu, si la seva inspiració i influències procedissin efectivament d'Anglaterra o de França, com aquest Govern no ha temperat el rigor dels seus exclusivismes, oblidant la seva venjança, i renega de la seva ideologia? | » |

### Repressió en el bàndol franquista

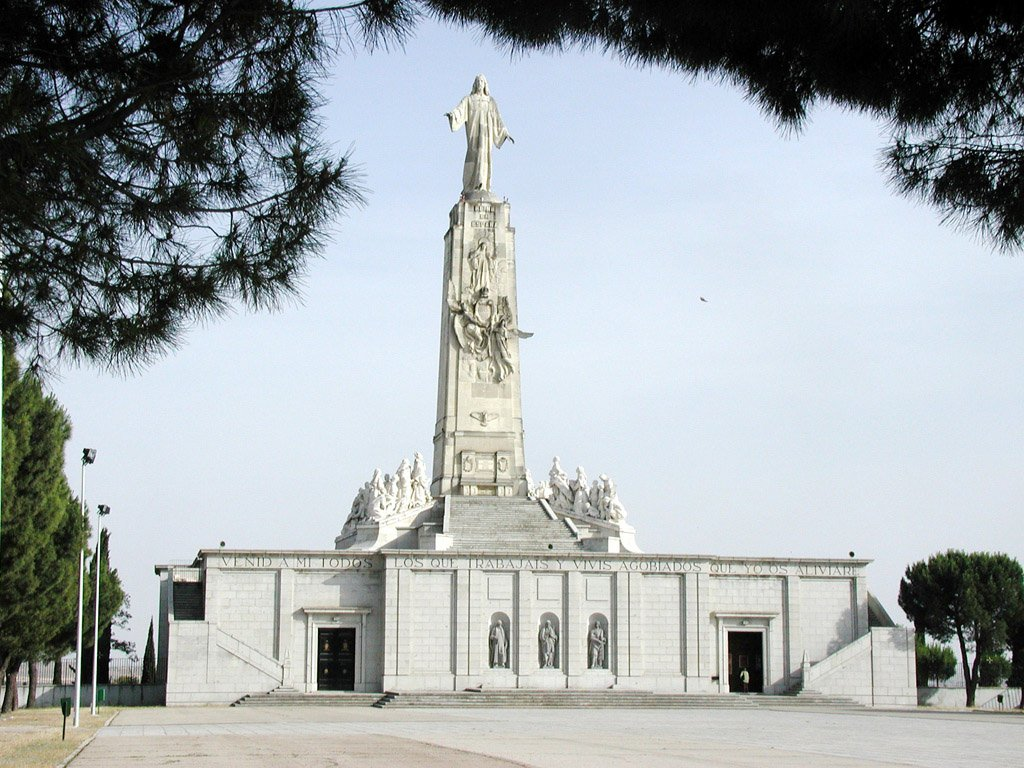
Cerro Rojo La premsa del Front Popular va publicar en portada i en primera pàgina les fotografies de l'"afusellament" i va comentar favorablement el fet ("Desaparició d'una molèstia").

Si la immensa majoria de les morts de religisos van ser causades per acció de partidaris del bàndol republicà, el bàndol feixista es dedicà a la repressió i extermini de milers de militants obrers, republicans, catalanistes i demòcrates, però també actuà contra alguns religiosos catòlics, en la tardor de 1936 després de la presa de control, per part de les tropes del general Mola, de la pràctica totalitat de Guipúscoa, tampoc van poder escapar de la repressió 16 sacerdots, 13 diocesans i 3 religiosos membres de l'Església Catòlica considerats hostils pel bàndol revoltat en el País Basc, on mentre s'havia mantingut el control per part del govern lleial a la República, no es van produir episodis massius de violència contra les persones o els béns eclesiàstics com en la resta del territori republicà.
Martín de Lekuona i Gervasio de Albizu, vicaris a la parròquia guipuscoana d'Errenteria van ser afusellats el 8 d'octubre de 1936. A aquests els van seguir el capellà i escriptor José de Ariztimuño "Aitzol", Alejandro de Mendikute i José Adarraga, executats a Hernani el 17 d'octubre de 1936. El 24 d'octubre van ser afusellats José Iturri Castillo, rector de Marín, així com als també sacerdots Aniceto de Eguren, José de Markiegi, Leonardo de Guridi i José Sagarna, mentre que en el cementiri d'Oiartzun va ser mort l'arxipreste d'Arrasate, José de Arin. El 27 d'octubre va ser mort el vicari de Markina-Xemein i l'endemà, el capellà auxiliar d'Elgoibar. En el mateix mes es va posar fi a la vida dels pares Lupo, Otano i Román, del convent dels carmelites d'Amorebieta.
L'ambaixador dels Estats Units a Espanya durant la guerra civil, Claude Bowers, es va referir a aquells fets en els següents termes:
| « | ...aquesta lleialtat dels catòlics bascos a la democràcia posava en un destret als propagandistes que insistien que els moros i els nazis estaven lluitant per salvar a la religió cristiana del comunisme | » |
| — Claude Bowers, Misión en España: en el umbral de la Segunda Guerra Mundial 1933-1939, cap. El martirio de los vascos. Ed. Exito, 1978, ISBN 84-253-9223-3 | |   |

Isidre Gomà va ser informat dels casos el 26 d'octubre per una nota del president de la Junta d'Acció Catòlica de Sant Sebastià i després de reunir-se amb Franco, va enviar una nota el 8 de novembre a la Santa Seu en la qual donava part que l'ocorregut s'havia produït "per abús d'autoritat per part d'un subaltern" i de la promesa de Franco que "no ocorrerà cap afusellament de sacerdots sense que s'observin juntament amb les lleis militars les disposicions de l'Església". No obstant això, l'opinió pública no va saber del posicionament de Gomà i el 22 de desembre, el lehendakari José Antonio Aguirre Lekube en una al·locució per Radio Bilbao va denunciar a més de l'assassinat, la persecució i desterrament de sacerdots per "ser amants del poble basc", intervenció que va ser replicada des de Pamplona el 13 de gener de 1937 pel cardenal en la seva Carta oberta al Sr. Aguirre negant els motius exposats per Aguirre, i explicant que aquells religiosos van ser afusellats "per haver-se baixat del plànol de santedat en el qual havien d'haver romàs". La posició oficial de l'Església Catòlica espanyola i d'autors afins insisteixen a afirmar la diferenciació, per motius polítics "associats al separatisme basc", d'aquestes víctimes.
Altres episodis de violència en contra de religiosos bascos pel bàndol revoltat van esdevenir en el bombardeig indiscriminat de Durango, el 31 de març de 1937, en el qual van resultar morts 14 monges i dos sacerdots, entre ells el pare Morilla que va morir mentre oficiava una missa. De major impacte en l'opinió pública catòlica internacional va resultar el bombardeig de Guernica, pocs dies després, el 26 d'abril, del que va ser testimoni el sacerdot Alberto Onaindía. Després d'aquests esdeveniments, les protestes dels mitjans a l'estranger es van fer notar i així el filòsof convertit al catolicisme Jacques Maritain va declarar:
| « | ...si creuen que han de matar, en nom de l'ordre social o de la nació, la qual cosa ja és bastant horrible, però que no matin en nom de Crist Rei, que no és un cap guerrer, sinó un rei del perdó i de la caritat. | » |
| — Jacques Maritain a "El mite de la Croada de Franco" de Herbert R. Southworth, citat per (Casanova 2005; 164) | |   |

La reacció de Gomà i Franco davant la creixent polèmica generada en el si del catolicisme internacional va ser la de preparar la Carta Col·lectiva de l'Episcopat espanyol als bisbes del món sencer amb motiu de la Guerra d'Espanya, signada l'1 de juliol de 1937, per la qual es va confirmar el suport definitiu de la jerarquia de l'Església espanyola al bàndol franquista. Subscrita per 43 bisbes i 5 vicaris capitulars, tanmateix no va comptar amb la signatura ni del bisbe de Vitòria Mateo Múgica, qui va al·legar a les circumstàncies del seu exili per no rubricar-la, ni de l'arquebisbe de Tarragona, Vidal i Barraquer. Impresa en francès, italià i anglès, declarava a l'opinió pública internacional que sent l'Església espanyola "víctima innocent, pacífica, indefensa" de la guerra, recolzava la causa del bàndol garant d"els principis fonamentals de les societat" abans "de perir totalment en mans del comunisme" que havia provocat la revolució "antiespanyola" i "anticristiana" i que portava "assassinats a més de 300.000 seglars"
Altres actes de repressió contra religiosos que van esdevenir en territori sota control franquista i que van caure en l'oblit, han estat investigats des dels anys noranta. A Mallorca va ser executat el 7 de juny de 1937, després de consell de guerra, Jeroni Alomar Poquet, sacerdot acusat pels franquistes d'utilitzar un radiotransmissor per comunicar-se amb els seus enemics i abandonat per la jerarquia eclesiàstica de l'illa, que va justificar el seu assassinat per considerar-lo "díscol" i "esquerrà". A Galícia, Andrés Ares Díaz, rector de Val do Xestoso va ser assassinat per falangistes el 3 d'octubre de 1936, acusat d'oferir els diners d'una col·lecta al Socors Roig.
El professor Antonio Aramayona per la seva banda, destaca el cas de José Pascual Duaso, cura d'Os Corrals, afusellat segons l'autor, per "comunista" en distribuir la llet de la seva vaca entre els necessitats del lloc.

#### Violència contra altres confessions
La repressió va seguir als membres d'altres confessions religioses minoritàries. Un dels membres de l'Església Espanyola Reformada Episcopal (IERE), el pastor Atilano Coco Martín de Salamanca i amic personal de Miguel de Unamuno va ser assassinat a la seva ciutat natal, aparentment per la seva condició de protestant i maçó. La IERE va denunciar els obstacles per al seu culte i agressions durant una part del franquisme. Antonio Gargallo Mejía, testimoni de Jehovà fou executat després de negar-se a incorporar-se a l'exèrcit seguint els preceptes pacifistes de la seva religió, i ser condemnat per la justícia militar del bàndol insurrecte acusat de deserció"

## Magnitud de la tragèdia

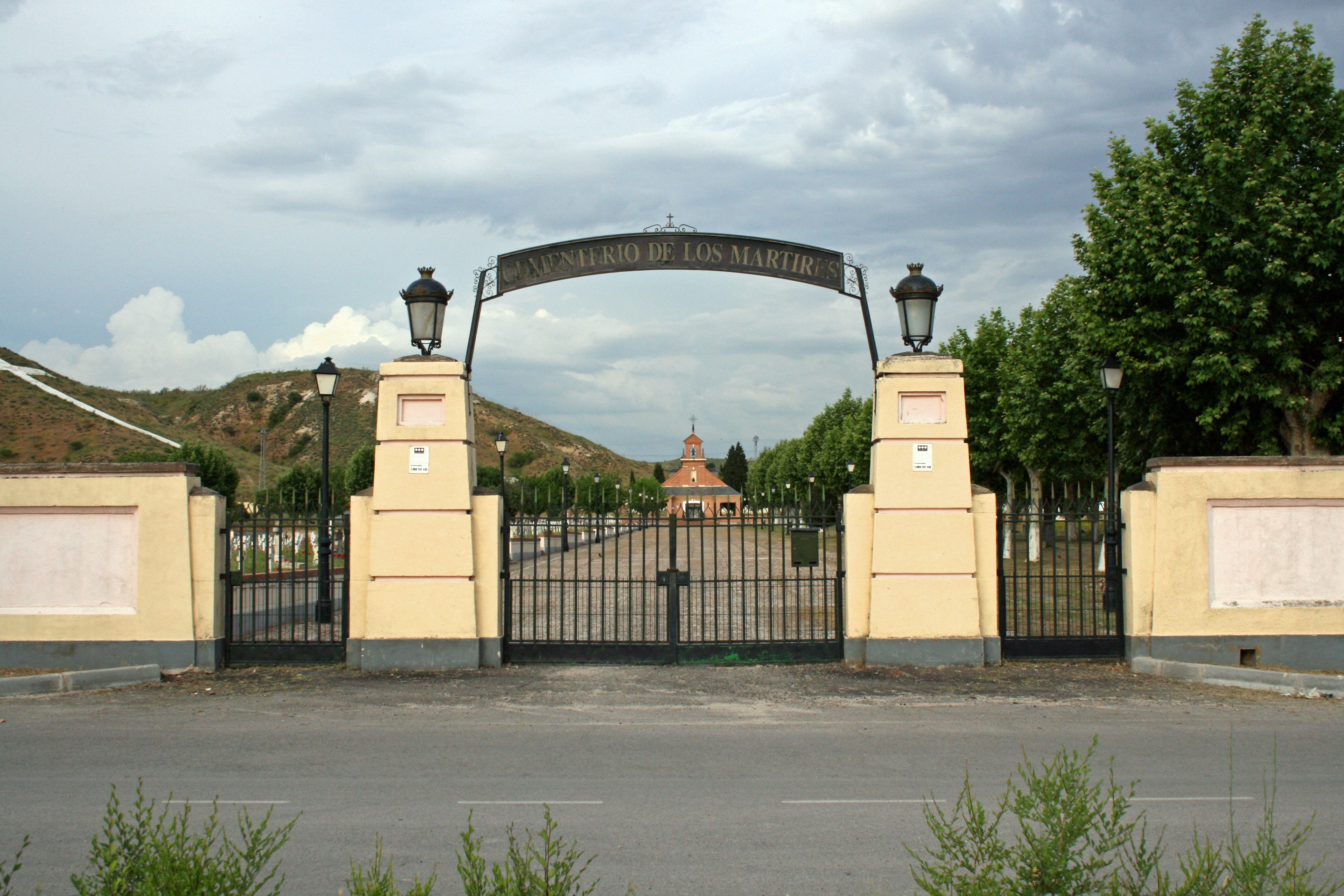
Porta del cementiri de Paracuellos de Jarama erigit en el lloc on es van enterrar als assassinats. Dels centenars d'assassinats, els religiosos van constituir un dels grups més significatius.

Al final de la guerra, segons l'estudi d'Antonio Montero Moreno, historiador i periodista que va ser arquebisbe de Mèrida-Badajoz entre 1994 i 2004, segons la seva tesi doctoral per la Universitat de Salamanca, el nombre de religiosos assassinats en la rereguarda republicana va ascendir a 6.832, de les quals 4.184 eren sacerdots, 2.365 frares i 283 monges. Altres fonts promogudes per l'Església, entre elles l'estudi de Vicente Cárcel Ortí per a la preparació del "catàleg dels màrtirs cristians del segle XX", sol·licitat pel papa Joan Pau II en el marc del Gran Jubileu de l'Any 2000 amplien l'estimació amb 3.000 seglars, en la seva majoria pertanyents a l'Acció Catòlica, amb la qual cosa estimen entorn de 10.000 el nombre de víctimes pertanyents a organitzacions eclesiàstiques.
Els bisbes assassinats foren:
- Florentino Asensio Barroso, bisbe de Barbastro (1877-1936);
- Manuel Basulto Jiménez, bisbe de Jaén (1869-1936);
- Manuel Borràs i Ferré, bisbe auxiliar de Tarragona (1880-1936);
- Narciso de Esténaga Echevarría, bisbe de Ciudad Real (1882-1936);
- Salvi Huix i Miralpeix, bisbe de Lleida (1877-1936);
- Manuel Irurita Almandoz, bisbe de Barcelona (1876-1936);
- Cruz Laplana y Laguna, bisbe de Conca (1875-1936);
- Manuel Medina Olmos, bisbe de Guadix (1869-1936);
- Eustaquio Nieto Martín, bisbe de Sigüenza (1866-1936);
- Anselmo Polanco Fontecha, bisbe de Terol (1881-1939);
- Juan de Dios Ponce y Pozo, administrador apostòlic d'Oriola (1878-1936);
- Miquel Serra i Sucarrats, bisbe de Sogorbe (1868-1936) i
- Diego Ventaja Milán, bisbe d'Almería (1880-1936).

La magnitud i intensitat de la tragèdia, per la qual hi ha un consens general entre els especialistes i historiadors , és destacada per Antonio Montero Moreno, autor de l'estudi dels anys seixanta, en la seva concentració en el temps
| « | En tota la història de la universal Església no hi ha un sol precedent, ni tan sols en les persecucions romanes, del sacrifici sagnant, en poc més d'un semestre, de dotze bisbes, quatre mil sacerdots i més de dos mil religiosos. | » |

Per la seva banda, l'historiador britànic i hispanista Hugh Thomas, contextualitza la persecució religiosa als comportaments criminals en tots dos bàndols i destaca el seu extremisme, comparable segons ell, a altres períodes sagnants de la història europea:
| «                                                                                   | En cap època de la història d'Europa, i possiblement del món, s'ha manifestat un odi tan apassionat contra la religió i tot el que amb ella es troba relacionat. | » |
| — Hugh Thomas, La República Española y la Guerra Civil, pg. 257, ISBN 84-7530-947-X | |   |

| «                              | La forma en què es va dur a terme la rebel·lió militar i la forma en què va respondre-hi el govern en les primeres hores van provocar un desenfrenament que no s'havia vist a Europa des de la Guerra dels Trenta Anys. En una zona s'afusellaven mestres d'escola i es cremaven cases del poble i en l'altra, s'afusellaven sacerdots i es cremaven esglésies. | » |
| — Hugh Thomas, tom 1, pag. 307 | |   |

El també hispanista i historiador conservador nord-americà Stanley G. Payne enllaça la magnitud del cas amb altres períodes revolucionaris:
| « | La persecució de l'Església catòlica va ser la major mai vista a Europa occidental, fins i tot en els moments més durs de la Revolució francesa. | » |

## Pèrdua del patrimoni
Simultàniament als casos de violència contra les persones, va resultar afectada una gran part de les propietats i béns eclesiàstics així com del patrimoni cultural associat a les obres d'art en ornamentació, retaules, imatges i llenços, fets que els autors catòlics denominen "el martiri de les coses".
Durant la contesa, van resultar destruïdes 20.000 esglésies, entre elles diverses catedrals, incloent llur patrimoni artístic i llurs arxius tant com a resultat de les accions revolucionàries com per efectes de bombardejos indiscriminats com el de Gernika i Durango.
A Catalunya, el President de la Generalitat, Lluís Companys, durant una entrevista a la fi d'agost de 1936 per una periodista de L'Oeuvre va declarar en ser preguntat sobre la possibilitat de reprendre el culte catòlic:
| « | ...aquest problema no es planteja si més no, perquè totes les esglésies han estat destruïdes. | » |

A Madrid es van destruir gairebé totes les esglésies mentre que en la veïna localitat de Getafe el monument al "Sagrat Cor" situat al cim del Cerro de los Ángeles va ser volat amb dinamita el 7 d'agost de 1936.

## Reacció de l'Església Catòlica

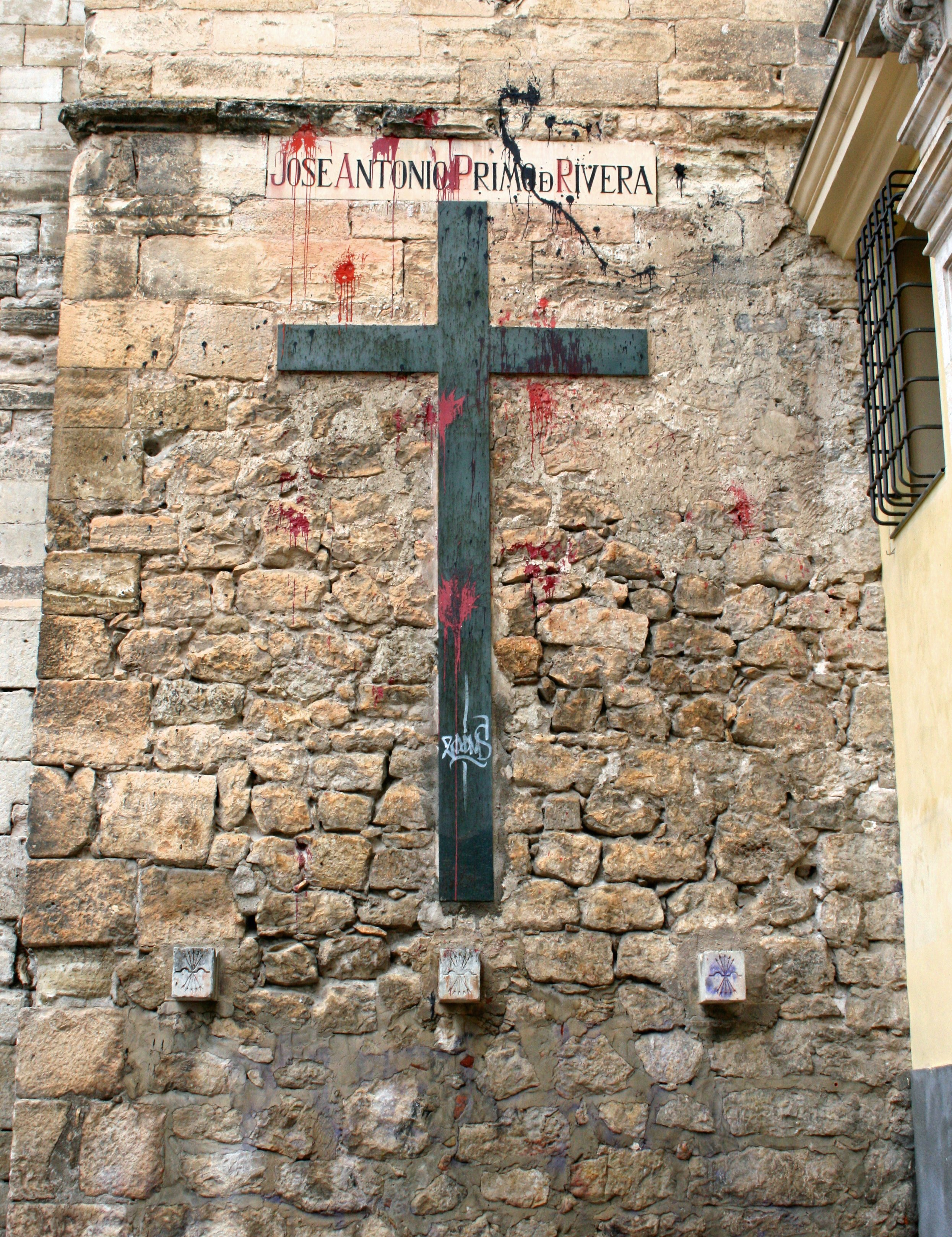
Després del decret del 16 de novembre de 1938, es van col·locar en totes les esglésies plaques commemoratives dels «caiguts». Encara que no legislat en el decret, totes les inscripcions van acabar amb José Antonio Primo de Rivera en lloc prominent.

Tot i que en l'ideari inicial dels revoltats no es reflectia la qüestió religiosa, la resposta dels representants de l'Església Catòlica a la "persecució religiosa", amb el cardenal primat Isidre Gomà al capdavant, va ser la de donar suport la seva causa, encara que de manera no pública fins a la publicació de la Carta Col·lectiva dels bisbes espanyols' d'1 de juliol de 1937 quan es manifestà de manera oberta a l'opinió pública internacional.
Des dels primers dies del conflicte, diverses unitats combatents del bàndol revoltat van adoptar la simbologia catòlica en els seus distintius i van integrar a nombrosos religiosos en labors d'assistència religiosa però també d'adoctrinament. Encara que com recordava en 1993 Gabriele Ranzato no existeixen practicàment casos documentats i contrastats de participació directa de religiosos en la violència, excepte en circumstàncies no gaire clares, alguns casos van adquirir popularitat com l'exemple citat en les memòries del general revoltat Queipo de Llano recopilades per Antonio Bahamonde, sobre els "capellans guerrers", que l'autor denomina els "anti-màrtirs", com l'anomenat "capellà-legionari" de Zafra.
Acabada la guerra, a l'abril de 1939, es va celebrar un acte a l'església madrilenya de Santa Bàrbara en el qual Franco va rebre l'"espasa de la Victòria" de mans de Gomà, mentre pronunciava unes paraules en les quals va descriure als seus adversaris com els "enemics de la Veritat" religiosa.
El suport ideològic de l'Església Catòlica al govern franquista va ser recompensat amb una situació privilegiada. Aquesta situació es va fer més palesa després de la derrota de l'Eix en la Segona Guerra Mundial, i ha estat denominada per molts autors "nacionalcatolicisme"; entre altres característiques, es van multiplicar els actes religiosos i cerimònies fúnebres en memòria de les víctimes. Els enterraments de màrtirs van ser celebrats per tot el país en actes de gran solemnitat i exaltació.
El règim franquista va promulgar la "Causa General Instruïda pel Ministeri Fiscal sobre la dominació roja a Espanya" per decret del 26 d'abril de 1940 amb la finalitat d'instruir «els fets delictius comesos en tot el territori nacional durant la dominació roja». La investigació es va dur a terme de manera sistemàtica i detallada en tot Espanya sota la responsabilitat del fiscal cap de la Causa General, figura establerta en 1943, i va durar pràcticament fins a 1960.
L'enorme documentació acumulada va ser dividida en onze peces o capítols, un d'ells obert expressament sota l'epígraf Persecució religiosa: Sacerdots i religiosos assassinats i convents destruïts o profanats. Les diòcesis van col·laborar amb la Causa General mitjançant la labor del provisor de la Diòcesi, encarregat de subministrar els informes i recol·lectar els testimoniatges dels assassinats i les seves circumstàncies.
Aquesta Causa, utilitzada per la propaganda del règim franquista per legitimar la revolta contra la República i empleada com a instrument de repressió, és des de llavors l'única versió oficial dels fets oferta a la societat sense que després de la Transició, les autoritats democràtiques hagin realitzat una investigació imparcial que asseguri l'esclariment dels fets atribuïts i la responsabilitat de les persones condemnades sobre aquests fonaments.
No obstant això, en el context de la Segona Guerra Mundial, les discrepàncies entre la Santa Seu, que s'havia manifestat tímidament en contra del feixisme i del nacionalsocialisme, i el règim franquista, van interrompre els primers processos de beatificació en pretendre aquest últim, des d'un interès polític, que es realitzessin de manera massiva.

## Dècada de 1980: primeres beatificacions
Segons el Codi de Dret Canònic vigent llavors, aquests processos no podien dur-se a terme abans de cinquanta anys després de la defunció del futur beat. Va ser el papa Joan Pau II, amb el nou Codi, qui va permetre, a partir d'aquest moment, que el temps previ a les beatificacions es reduís considerablement.
Durant el papat de Joan Pau II es va iniciar un període de beatificacions de "màrtirs", que va començar amb el reconeixement de diverses carmelites de Guadalajara, assassinades el 24 de juliol de 1936, en una cerimònia celebrada a Roma el 29 de març de 1987.
Fins al 2007 s'han realitzat deu cerimònies de beatificació, que inclouen 471 "màrtirs", dels quals 4 són bisbes, 43 sacerdots seculars, 379 religiosos, i 45 laics. També hi ha hagut diverses cerimònies de canonització, les dels nou Germans de les Escoles Cristianes de Turón morts en 1934, un altre religiós de la mateixa ordre assassinat a Tarragona al febrer de 1937, i Pedro Poveda Castroverde, fundador de la Institució Teresiana, assassinat a Madrid el 28 de juliol de 1936.
L'argumentació usada per la Santa Seu per abordar la beatificació únicament de persones assassinades a la zona republicana és que l'Església no procedeix a la beatificació de cap persona si en el seu assassinat es barregen, a part del que consideren motius exclusivament religiosos, motivacions polítiques, o existeixen seriosos dubtes sobre si en la mort van pesar més altres causes que les estrictament religioses. D'aquesta forma, els sacerdots basconavarresos, assassinats per "separatistes", no podrien ser considerats màrtirs.

## Noves beatificacions en 2007

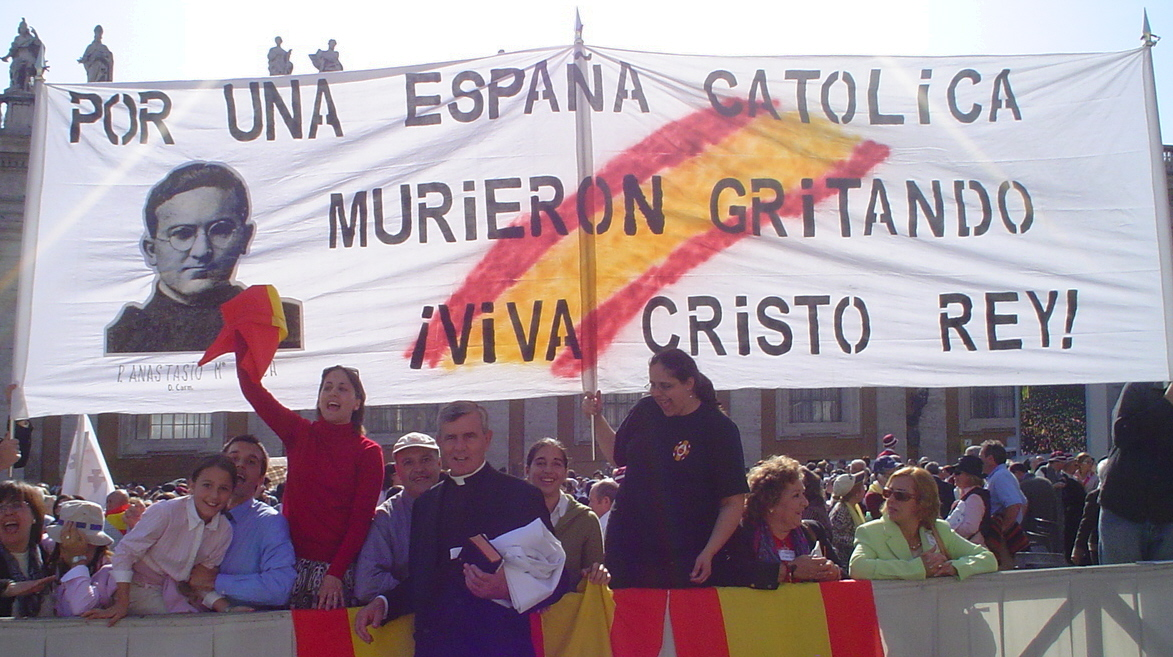
Pancarta durant la beatificació

El 27 d'abril de 2007, la Conferència Episcopal Espanyola en la seva vuitantena novena assemblea plenària celebrada en Madrid, va emetre un comunicat "Missatge amb motiu de la beatificació de 498 màrtirs del segle XX a Espanya" pel qual s'anunciava una nova cerimònia de beatificació, prevista per a octubre de 2007, de 498 religiosos assassinats no solament durant la Guerra Civil espanyola, sinó també en els episodis d'Astúries en 1934.
Juan Antonio Martínez Camino, secretari portaveu de la Conferència, va presentar als mitjans de comunicació el 27 i el 28 d'abril de 2007 la declaració sobre aquest acte declarant que constitueix la seva aportació a la reconciliació nacional doncs "els màrtirs, que van morir perdonant, són el millor alè perquè tots fomentem l'esperit de reconciliació" que serà aprofitat com "un estímul per a la renovació de la vida cristiana" a Espanya, doncs "es tracta, abans de res, de glorificar a Déu per la fe que venç al món", en un context que considera que "...al mateix temps que es difon la mentalitat laïcista, la reconciliació sembla amenaçada en la nostra societat"
Algunes setmanes més tard, es manifestà el bisbe de Tarassona, Demetrio Fernández, reafirmant la tradicional consideració de "màrtirs" segons l'Església, reservada a les persones beatificades i responsabilitzant al marxisme i al laïcisme de la seva sort:
| « | Se'ls va demanar renunciar a la seva fe i ells es van mantenir fermes en aquesta fe i en el seu amor a Crist. Amb això es pretenia esborrar la fe i tota petjada religiosa, en honor d'una ideologia totalitària plena d'odi contra Déu i contra la religió. Idees marxistes i laïcistes, plasmades en persones concretes, es proposaven esborrar a Déu del mapa. I enmig de tanta destrucció i de tant odi, va prevaler l'amor més gran. L'Església, experta en humanitat, amb dues mil anys d'història, reconeix en ells als seus millors fills. | » |

### Crítiques a les beatificacions de 2007
Davant l'anunci del procés de beatificació de la tardor de 2007, diferents sectors de la societat han manifestat les seves crítiques. Per al catedràtic i estudiós de les relacions entre l'Església espanyola i el franquisme, Julián Casanova, va afirmar el 16 de juny de 2007 que resulta paradoxal que l'Església Catòlica, que durant els quaranta anys de dictadura franquista va honrar a les seves víctimes al mateix temps que col·laborava en la repressió de la dictadura i negava les víctimes del bàndol perdedor s'embarqui en l'actualitat en la canonització i beatificació de "màrtirs" sent així "l'única institució que, ja en ple segle xxi, manté viva la memòria dels vencedors de la Guerra Civil i segueix humiliant així als familiars de les desenes de milers d'assassinats pels franquistes", mostrant-se contrària a la Llei de Memòria Històrica promoguda pel govern de José Luis Rodríguez Zapatero:
| « | Prefereix la seva memòria, la dels seus màrtirs, la que segueix reservant l'honor per a uns i el silenci i la humiliació per a uns altres. Com va fer sempre la dictadura de Franco. | » |

En el mateix sentit crític es va pronunciar el 6 de maig de 2007 Manuel Montero, catedràtic d'Història Contemporània, i exrector de la Universitat del País Basc:
| « | L'Església, que va sostenir la idea de Croada Nacional per legitimar la revolta militar, va ser bel·ligerant durant la Guerra Civil, àdhuc a costa de relegar a alguns dels seus membres. Segueix sent bel·ligerant, en la seva insòlita resposta a la Llei de Memòria Històrica, acudint a la beatificació de 498 “màrtirs” de la Guerra Civil. Entre ells no s'hi compten els sacerdots executats per l'exèrcit de Franco. Segueix sent una Església incapaç de superar les seves preses de partit, de fa 70 anys, i disposada al fet que aquest passat ens persegueixi sempre. En aquest ús polític de reconeixements religiosos es percep la seva indignació per la reparació a les víctimes del franquisme. Els criteris selectius sobre els religiosos que van militar en les seves files resulten difícils de comprendre. Els sacerdots que van ser víctimes dels republicans són “màrtirs que van morir perdonant” i els que van ser executats pels franquistes els oblida l'Església? Aquesta actitud brutal, que vol a més aprofitar l'acte per a una gran peregrinació de ressonàncies públiques, assenyala potser la incapacitat de l'Església espanyola per superar els seus rancors del passat. | » |

La iniciativa empresa per l'arquebisbat de València per construir un temple anomenat "Parròquia Santuari dels Beats Màrtirs Valencians", amb el qual segons l'arquebisbat pretén honrar la memòria dels valencians morts en la Guerra Civil "per l'odi a la fe" és criticada per sectors socials com a "estratègia perquè l'església embena la seva memòria a l'estil d'altres monuments erigits durant el franquisme".

## Beatificació de Tarragona del 2013
La Beatificació de Tarragona és el nom amb què es coneix la cerimònia de beatificació de 522 màrtirs espanyols del segle xx que tingué lloc al Complex Educatiu de Tarragona el 13 d'octubre de 2013. Fou la beatificació més nombrosa de la història de l'Església Catòlica, i comprenia màrtirs de la persecució religiosa dels anys 30, ja que alguns havien estat assassinats abans de l'inici de la guerra civil, com els d'Oviedo del 1932.